# Fritz Möding
Fritz Möding – niemiecki hokeista na trawie, który występował m.in. na pozycji napastnika, uczestnik Letnich Igrzysk Olimpijskich 1908.
Na igrzyskach w Londynie, Möding reprezentował swój kraj w dwóch spotkaniach (czyli we wszystkich, jakie Cesarstwo Niemieckie rozegrało na tym turnieju); były to mecze przeciwko ekipom: Francji (1-0 dla Niemców) i Szkocji (0-4 na korzyść Szkocji). Był strzelcem jedynego gola dla Niemców w meczu z Francją. W klasyfikacji końcowej, jego drużyna zajęła przedostatnie piąte miejsce.